# Blackburn
Blackburn ist eine Stadt in der Unitary Authority Blackburn with Darwen in der Grafschaft Lancashire im Nordwesten Englands und hat 117.963 Einwohner (2011).

## Geschichte
Der Name der Stadt leitet sich von dem Fluss Blakewater, einem Zufluss des ebenfalls durch die Stadt fließenden River Darwen ab. Der Name stammt aus der Zeit nach dem Abzug der Römer aus Britannien; der Ort bestand aber schon vorher. Durch ihn führte die römische Straße, die Manchester mit Ribchester verband. Die Lage an dieser Straße machte Blackburn zur Zeit der Dänen und Sachsen zum wichtigsten Ort im nordöstlichen Lancashire und war als Blackburn hundreds bekannt.
Im Domesday Book von 1086 ist Blackburn mit der Kirche Saint Mary verzeichnet; es wird angenommen, dass die erste Kirche schon 596 erbaut wurde. 1996 wurde daher das 1400. Jubiläum der Christianisierung gefeiert. Die heutige Kirche wurde 1826 geweiht und, nachdem Blackburn zu einer Diözese erhoben worden war, 1926 zur Kathedrale von Blackburn.
Die industrielle Revolution veränderte Blackburn. 1750 war die Stadt nicht mehr als ein Dorf, doch 1850 hatte sich die Bevölkerungszahl verzehnfacht. Blackburn wurde zum weltweiten Zentrum der Baumwollspinnerei. Mit der Fertigstellung des Leeds and Liverpool Canal 1816 und dem Anschluss an die Eisenbahn 1846 sanken die Transportkosten für Baumwolle, die aus den USA importiert wurde, erheblich; diese bewirkte, trotz der Baumwollhungersnot in den 1860er Jahren, eine weitere Vergrößerung sowohl der Stadt als auch der ansässigen Industrie.
Blackburn ist seit langem ein Zentrum des Fußballs. Der nur von 1878 bis 1889 bestehende Verein Blackburn Olympic gewann 1883 den FA Cup. Die 1875 gegründeten Blackburn Rovers gewannen zwischen 1884 und 1928 den Pokal sechsmal sowie 1912, 1914 und 1995 den englischen Meistertitel. Deren Spieler William Townley betätigte sich in der ersten Hälfte des 20. Jahrhunderts als Trainer und war einer der bedeutendsten Pioniere des Fußballs in Deutschland.
Im 20. Jahrhundert schrumpfte die Textilindustrie, an ihre Stelle traten Maschinenbau- und Elektronikunternehmen. Seit 1997 ist Blackburn über den M65 motorway an das britische Autobahnnetz angeschlossen. In der Umgebung der Stadt wird Öl mittels Fracking gewonnen. Hierdurch kam es zu mehreren leichten Erdbeben.
Die Industrie Blackburns zog zahlreiche Einwanderer an, so kamen zu Beginn des 20. Jahrhunderts viele Iren in die Stadt und nach dem Zweiten Weltkrieg zogen viele Polen und Ukrainer nach Blackburn; in den letzten 30 Jahren wuchs der Anteil indischer und pakistanischer Einwohner. Der muslimische Bevölkerungsanteil der Stadt liegt bei 25 % und ist damit der höchste im gesamten Vereinigten Königreich außerhalb von London. In der Stadt befinden sich 52 Moscheen.
Blackburn unterhält Städtepartnerschaften mit Altena (Nordrhein-Westfalen), Pegnitz (Bayern) und Péronne (Frankreich).

## Söhne und Töchter der Stadt
- John Morley, 1. Viscount Morley of Blackburn (1838–1923), Staatsmann, Biograph, Literaturkritiker und Publizist
- Monkey Hornby (1847–1925), Cricket- und Rugby-Union-Rugbyspieler
- William Townley (1866–1950), Fußballspieler und -trainer
- Alfred Wainwright (1907–1991), Autor und Illustrator
- Ronald Stevenson (1928–2015), Komponist und Pianist
- Keith Duckworth (1933–2005), Ingenieur
- John J. Skehel (* 1941), Virologe
- Ian McShane (* 1942), Schauspieler
- Peter John Haworth Doyle (* 1944), emeritierter katholischer Bischof von Northampton
- Alison Wilding (* 1948), Bildhauerin und Hochschullehrerin
- Alan Williams SM (* 1951), katholischer Bischof von Brentwood
- Michael Winterbottom (* 1961), Filmregisseur
- Carl Fogarty (* 1965), Motorradrennfahrer
- Will Greenwood (* 1972), Rugbyspieler
- Amy Nuttall (* 1982), Schauspielerin und Sängerin
- Richard Holden (* 1985), Politiker
- Farakh Ajaib (* 1991), Snookerspieler
- Diana Vickers (* 1991), Sängerin und Schauspielerin
- Raheem Hanley (* 1994), Fußballspieler
- Adam Wharton (* 2004), Fußballspieler

## Trivia
Blackburn wird in dem Lied der Beatles A Day in the Life erwähnt. Ein Artikel in der Daily Mail über den Plan, dort Schlaglöcher zu füllen, den John Lennon las, als er den Song schrieb, inspirierte ihn zu dem Text „I read the news today oh boy/ 4,000 holes in Blackburn, Lancashire/ And though the holes were rather small/ They had to count them all/ Now they know how many holes it takes to fill the Albert Hall.“
Die britische Miniserie The English Game von 2020 spielt teilweise in Blackburn.